# Клайнштайнхаузен
Клайнштайнхаузен (нем. Kleinsteinhausen) — община в Германии, в земле Рейнланд-Пфальц. 
Входит в состав района Юго-западный Пфальц. Подчиняется управлению Цвайбрюккен-Ланд.  Население составляет 794 человека (на 31 декабря 2010 года). Занимает площадь 5,73 км².